# Megastylus orbitator
Megastylus orbitator é uma espécie de insetos himenópteros, mais especificamente de vespas pertencente à família Ichneumonidae.
A autoridade científica da espécie é Schiødte, tendo sido descrita no ano de 1838.
Trata-se de uma espécie presente no território português, tendo presença registada no Arquipélago da Madeira, nomeadamente na Ilha da Madeira.  